# Mabe (Solukhumbu)
Mabe (Nepali माबे oder Pawai) ist ein Village Development Committee (VDC) im Distrikt Solukhumbu der Verwaltungszone Sagarmatha in Ost-Nepal.
Mabe liegt im Hochhimalaya, 48 km südlich vom Mount Everest. Das VDC erstreckt sich östlich des Hinku Drangka und reicht im Südwesten bis zum Dudhkoshi und dem Unterlauf des Hunku Drangka. Auf der gegenüberliegenden westlichen Talseite liegt das VDC Baku. Hauptort ist Pawai.

## Einwohner
Das VDC Mabe hatte bei der Volkszählung 2011 2617 Einwohner (davon 1294 männlich) in 550 Haushalten.

## Dörfer und Weiler
Mabe besteht aus mehreren Dörfern und Weilern. 
Die wichtigsten sind:
- Cherem (2720 m ⊙)
- Najing (2720 m ⊙)
- Pawai (1550 m ⊙)